# Citroën Acadiane
De Acadiane is een autotype van de Franse fabrikant Citroën en is afgeleid van de 2cv-besteleend en de Dyane. De Acadiane volgde in 1978 de Besteleend op.
Dit werkpaard onder de tweecilinders was in productie van 1978 tot 1987. Het model heeft een iets langere wielbasis dan de standaard 2cv en de hatchback versie, de Dyane. Er werden 253.393 Acadianes geproduceerd.

## Verschillen met de AK-400
Verschillen met de AK-400, de hoge versie van de besteleend, zijn de op de Dyane gebaseerde voorkant, de ronde daklijst aan de voor- en achterkant van de laadruimte en de geïntegreerde achterlamp met de remlichten en richtingaanwijzers. Deze laatste bestonden bij de AK-400 uit twee afzonderlijke ronde lichten. Inwendig was het tussenschot tussen de bestuurderscabine en de laadruimte horizontaal geknikt, terwijl die bij de AK-400 recht was. Het reservewiel was onder de motorkap boven op de motor opgeborgen. De kast aan de linkerkant waar bij de AK-400 het reservewiel was opgeborgen was, inclusief de vergrendeling, wel aanwezig maar werd niet gebruikt. In het eerste bouwjaar had de kast aan de linkerkant geen vloer.
Het chassis van de Acadiane is 20cm langer dan dat van de AK400. De wielbasis is 14cm langer dan die van de AK400.

## Technische gegevens
- Motor: 2 cilinder boxer, 602 cc
- Boring × slag: 74 × 70 mm
- Compressieverhouding: 8,5 : 1
- Vermogen: 31 pk bij 5750 T/min
- Topsnelheid: 100 km/h
- L × B × H: 403 × 150 × 182
- Gewicht: 680 kg
- Laadvermogen: 475 kg
- Wielbasis: 254 cm
- Spoorbreedte voor: 126 cm
- Spoorbreedte achter: 126 cm